# Gahnia howeana
Gahnia howeana là loài thực vật có hoa trong họ Cói. Loài này được R.O.Gardner mô tả khoa học đầu tiên năm 1997.